# Independent Voters Association
Independent Voters Association, IVA, var en politisk organisation i den amerikanska delstaten North Dakota. IVA grundades den 1 maj 1918 som motvikt till det mera vänstersinnade Nonpartisan League som utövade stort inflytande över republikanerna i North Dakota. E.W. Everson var organisationens grundare.
IVA var konservativ och kapitalistisk. IVA:s kandidat Ragnvald A. Nestos vann guvernörsvalet 1921 efter att Lynn Frazier som representerade NPL hade fått väljarnas misstroende mitt i mandatperioden. En annan av North Dakotas guvernörer som representerade både IVA och republikanerna var George F. Shafer.
IVA:s verksamhet upphörde efter att organisationen hade nått sina viktigaste målsättningar och NPL försvagades markant under 1940-talet. NPL slogs senare samman med demokraterna.